# Polygonatum buschianum
Polygonatum buschianum är en sparrisväxtart som beskrevs av Nikolai Nikolaievich Tzvelev. Polygonatum buschianum ingår i släktet ramsar, och familjen sparrisväxter.
Artens utbredningsområde är Krym. Inga underarter finns listade i Catalogue of Life.